# トゥイーティーのフライング・アドベンチャー 80日間世界一周大冒険
トゥイーティーのフライング・アドベンチャー 80日間世界一周大冒険（Tweety's High-Flying Adventure）は、アメリカ合衆国で2000年9月12日に発売されたルーニー・テューンズのアニメーションOVA作品。主演はトゥイーティー、カール・トレゲ、チャールズ・ヴィッサー、ジェームズ・T・ウォーカー、キョン・ウォン・リムの4人が監督を務めた。アニメーション製作は、韓国のアニメ製作会社ココ・エンタープライズが担当している。

## ストーリー
世界一有名な探偵のグラニーとそのペットであるトゥイーティーやシルベスターが私立公園を訪れていると、80日後に公園の閉鎖が決まっていた。これというのもこの公園の家主であるリムファイア大佐がクール・キャットにやられっぱなしの腹いせのせいだった。彼は「この世には猫に勝るものはいない」と言い張るが、それを聞いたグラニーは「うちのトゥイーティーならどんな猫にも負けないわ。もしトゥイーティーが80日以内に80匹の足型を持って帰ったら公園の閉鎖は帳消しにする」と大佐と賭けをすることにした。トゥイーティーも公園閉鎖を防ぐために80日間の旅に出る。しかし、そこには様々な苦難が待っていた。

## キャラクター
トゥイーティー
声 - ジョー・アラスカイ / こおろぎさとみ（日本語吹き替え版）
本作の主人公。公園の閉鎖を守るために、80日間の世界一周冒険をする。
シルベスター・キャット
声 - ジョー・アラスカイ / 江原正士（日本語吹き替え版）
トゥイーティーのライバルである黒猫。
世界の猫たちにトゥイーティーを食べる邪魔はさせまいと彼の世界一周にひたすら付きまとう。
ヘンリー・ホーク
声 - ジョー・アラスカイ / 田野めぐみ（日本語吹き替え版）
フォグホーンを狙っている小さい鷹。
本作ではフォグホーンと共にトゥイーティーの旅を支援する仲間として登場。
バッグス・バニー
声 - ジョー・アラスカイ / 山口勝平（日本語吹き替え版）
スノーボードをしていたところでトゥイーティーを助ける。
ダフィー・ダック
声 - ジョー・アラスカイ / 高木渉（日本語吹き替え版）
登山家。相変わらず目立ちたがり屋で、トゥイーティーに助ける代わりに「俺を主役にしろ」と言い張る。その後、うっかり氷山から転落する災難に遭うが、間一髪の所でバッグスにトゥイーティー共々助けられる。
ペペ・ル・ピュー
声 - ジョー・アラスカイ / 中村秀利（日本語吹き替え版）
フランスの警察官。惚れっぽい性格で、シルベスターをスカンクと勘違いする。
マービン・ザ・マーシャン
声 - ジョー・アラスカイ / 中多和宏（日本語吹き替え版）
マンハッタンを破壊するべくニューヨーク市民に成りすますも、シルベスターの下等な地球調味料で兵器を破壊されてしまった。
フォグホーン・レグホーン
声 - ジェフ・ベネット / 玄田哲章（日本語吹き替え版）
本作ではトゥイーティーの旅をサポートする仲間として登場。
グラニー
声 - ジューン・フォーレイ / 京田尚子（日本語吹き替え版）
探偵の老婆。トゥイーティー・シルベスターの飼い主。
アウーガ
声 - ティケヤ・クリスタル・ケイマー / 根谷美智子（日本語吹き替え版）
本作のヒロインでオリジナルキャラクター。いけにえにされかけたところをトゥイーティーに助けられ、彼の冒険についていく。可愛らしい容姿とは裏腹に大声で叫ぶことができる。
ヨセミテ・サム
声 - ジム・カミングス / 郷里大輔（日本語吹き替え版）
電車の車掌。シルベスターによってアルカトラズ島まで送られ、サンフランシスコからラスベガスまで追いかけるも、シルベスターによって逆走の電車に乗せられ逆戻りしてしまった。
タズマニアン・デビル
声 - ジム・カミングス / 麦人（日本語吹き替え版）
オーストラリアに住む凶暴な肉食獣。シルベスターと手を組む。意味不明な言葉を発する。
ロッキー
声 - ジム・カミングス / 龍田直樹（日本語吹き替え版）
小さい身体の銃を持った悪党
ローラ・バニー
声 - キャス・スーシー / 深水由美（日本語吹き替え版）
ニュースキャスター。『スペース・ジャム』に引き続き、2度目の登場。
クール・キャット
声 - ジム・カミングス / 石井康嗣（日本語吹き替え版）
ルーニー・テューンズの短編映画「クール・キャット」に登場する虎。リムファイア大佐の同僚に変装しており、陰でトゥイーティーを応援していた。
リムファイア大佐
声 - ジョー・アラスカイ / 内田直哉（日本語吹き替え版）
クール・キャットを狙う頑固なハンター。公園の家主として登場。
ナレーション
声 - なし / 梅津秀行（日本語吹き替え版）
文字の読み上げを行うナレーション。

## 日本語版スタッフ
| 吹替翻訳       | ジョーゲンセン由美子                   |
| 字幕翻訳       | 杉山緑                                 |
| 演出           | 山田智明                               |
| 編集           | オムニバス・ジャパン                   |
| 調整           | 田中和成                               |
| プロデューサー | 尾谷アイコ（ワーナー・ホーム・ビデオ） |
| 日本語版制作   | ワーナー・ホーム・ビデオ 東北新社      |

## VHS・DVD
※VHS（廃盤）は日本語吹き替え版のみ、DVDは日本語吹き替え版と日本語字幕スーパー版。
VHS「トゥイーティーのフライング・アドベンチャー 80日間世界一周大冒険」
発売日 - 2001年2月23日、販売元 - ワーナー・ホーム・ビデオ
DVD「トゥイーティーのフライング・アドベンチャー 80日間世界一周大冒険」
発売日 - 2006年4月14日、販売元 - ワーナー・ホーム・ビデオ